# Manuel Boix
Manuel Boix Álvarez (l'Alcúdia, 1942) és un artista valencià amb reconeixement internacional en el camp de la pintura, l'escultura, l'obra gràfica i la il·lustració. Fou un dels introductors del Nou realisme a la Península en els anys 60 del segle xx. Premi Nacional d'Arts Plàstiques el 1980, és reconegut sobretot pels seus gravats a l'aiguafort, especialment per la seua visió del Tirant lo Blanc.

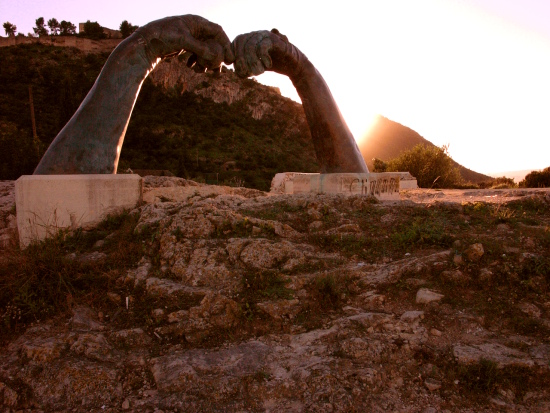
Mirador del Bellveret de Xàtiva, dedicada a la pilota valenciana

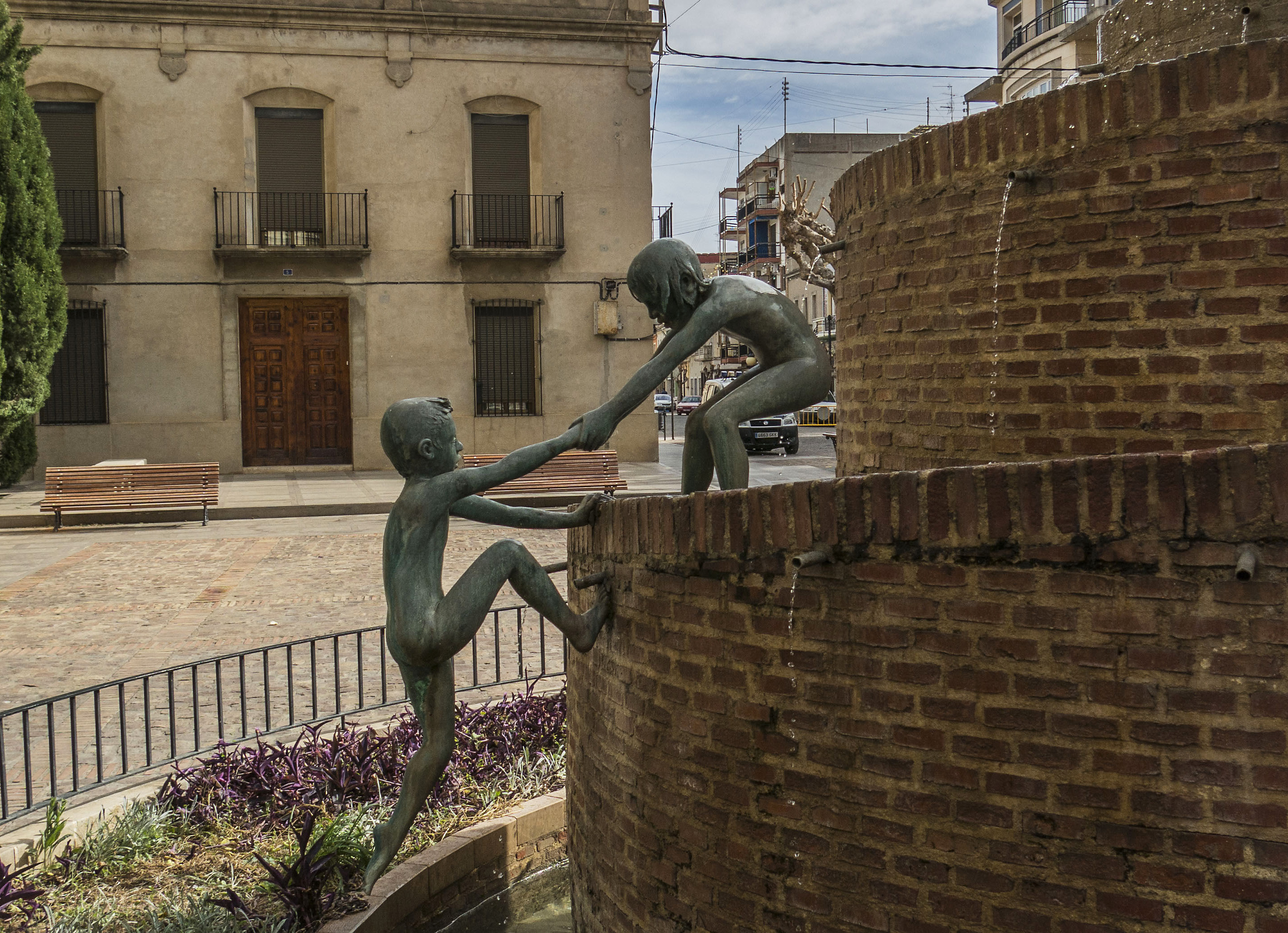
Font a Albalat de la Ribera (Ribera Baixa)

Nascut l'any 1942 a l'Alcúdia (Ribera del Xúquer), Boix estudià a l'Escola de Belles Arts de València. El seu figurativisme i el traç preciosista ja és part de l'imaginari dels valencians. Des de les seues famoses representacions de Tirant lo Blanc o les Germanies i el disseny de pràcticament totes les portades de la discografia d'Al Tall, fins als centenars d'iniciatives culturals públiques i privades que ha il·lustrat, les seves obres l'han convertit en un dels principals cronistes gràfics de la realitat cultural del País Valencià i, encara que en menor mesura, també de la catalana.
Després d'algunes obres inicials, el 1964 irrompia en el panorama artístic valencià amb el Tríptic monoteista, en què compartia espai amb Artur Heras i Rafael Armengol, dos pintors amb què compartiria exposicions en anys successius.
Però el treball de Boix se singularitza prompte i comença a destacar per la creació d'uns referents poètics molt personals. En la dècada següent, la Retransmissió televisiva del miracle (1970) així com les sèries Falconeria i Trama i ordit aprofundeixen en el mateix fet de pintar en què l'autor, a partir d'objectes o personatges trencats o descontextualitzats, aconsegueix efectes vertaderament impressionants. Són d'aquest període obres d'una gran bellesa formal tan emblemàtiques com l'Arc del triomf (1971), que clou la primera, i en especial El martiri de sant Sebastià o Sant Bru (ambdues de 1973), que en resumeixen la segona.
Més tard, les obres de la sèrie Ticromart, a finals dels 70, o les vinculades a la sèrie Acròstic, 1982, ja indicaven ben clarament uns nous camins més al·legòrics deixant de banda certs aspectes massa explícits, però, al mateix temps, d'igual o major capacitat expressiva.
Des que l'any 1980 li fou concedit el Premi Nacional d'Arts Plàstiques, i particularment després d'una llarga estada a Nova York a finals dels anys 80, la seua tasca s'ha significat en els més diversos camps de la creació. Boix reapareix en el panorama valencià el 1992 amb una exposició sobre la pilota valenciana: El punt dins el moviment, en què es combinen tots els recursos creatius que ha explorat fins aquell moment com la pintura —sèries Acròstic, Frontissa, Alfabet, Escacs...—, il·lustració de llibres —Tirant lo Blanc, La serp, el riu, el Quixot...—, obra gràfica, amb sèries com les dedicades a Tirant lo Blanc (1978-1985), i cartellisme, amb l'escultura, que també ha explorat i de manera molt insistent, sobretot de bronze. El punt dins el moviment, junt als Borja (1992-1998), El laberint, i Els equilibristes són temptatives escultòriques que busquen la plena ocupació de l'espai escenogràfic.
En la seua última sèrie, El rostre, ha tornat a la pintura i als grans formats, i ha aconseguit obres realment espectaculars.